# 伊达·冯·纳格尔
伊达·冯·纳格尔（德語：Ida von Nagel，1917年5月15日—1971年8月29日），德国女子马术运动员。她曾代表德国参加1952年夏季奥林匹克运动会马术比赛，获得团体盛装舞步赛铜牌。